# الغالة
مركز الغالة أو مركز مجمع الطرق هي مركز تابع لمحافظة الليث التابعة لمنطقة مكة المكرمة.

## الموقع
يقع مركز الغالة 30 كم شمال محافظة الليث و150 كم جنوب مدينة مكة المكرمة.

## الشؤون الإدارية
يرأس مركز مجمع الطرق بالغالة الأستاذ سعيد البركاتي وتتبع مركز الغالة عدد من القرى أهمها: العبدلية ووادي مركوب والغويلة وحمض الحظي ورحمان وتتبع له أيضا قرية المجيرمة 60 كم شمال غرب المركز.

## شركة الروبيان الوطنية
توجد بمركز الغالة شركة الروبيان الوطنية وهي أكبر مزرعة للروبيان بالشرق الأوسط.